# Jayavarman II
Jayavarman II (khmer : ព្រះបាទជ័យវរ្ម័នទី២, Prohbat Jayavarman ti pi) est un prince khmer connu pour avoir unifié le Cambodge sous sa seule autorité en fondant l'Empire khmer. 

## Origine
Son origine est assez obscure. Selon diverses inscriptions, le roi Pushkaraksha est « l'oncle maternel de l'oncle maternel » de sa mère. Cette dernière est la sœur d'un roi Jayendradhipativarman connu par la stèle de Prasat Kandol.

## Règne
On ne sait que peu de choses de son règne, aucune inscription datant de cette période n'ayant encore été retrouvée. Ce qu'on a pu reconstituer des réalisations du premier roi de l'Empire khmer de la période angkorienne se fonde sur l'inscription du temple de Sdok Kok Thom, aujourd'hui situé en Thaïlande, près de la frontière avec le Cambodge, qui porte la date de 1053. Cette stèle, capitale dans l'épigraphie cambodgienne, énonce la chronologie des anciens souverains du Cambodge, depuis l'accession au trône de Jayavarman II en 802 de notre ère jusqu'à Udayādityavarman II régnant en 1053.
On y lit notamment que Jayavarman II « était venu de Java (vers 770), s’était installé en 802 sur le mont Mahendra (le Phnom Kulen, au nord d’Angkor) ; il fit alors accomplir par un brahmane, savant dans la science magique, un rituel pour que le pays de Kambuja ne fut plus dépendant de Java et qu’il n’y eut plus qu’un seul souverain qui fut chakravartin (monarque universel) ; puis il inaugura le culte du devaraja autour duquel se définira dorénavant la monarchie khmère ». Ces inscriptions rédigées trois siècles après les faits soulèvent toutefois quelques interrogations. Tout d’abord, contrairement à ce qui était tenu pour acquis pendant des années, rien ne prouve que le Java mentionné fasse référence à l’île du même nom aujourd'hui. Malgré des relations économiques et culturelles avérées avec l'archipel indonésien, la contrée pourrait tout aussi bien être le Champā ou un autre royaume de la région. Le deuxième point d’incertitude concerne l'origine du devaraja qui semble moins provenir du terme homonyme sanskrit, par ailleurs peu utilisé en Inde, qu’au dieu du sol de la tradition khmère antérieur à l’indianisation de la péninsule Indochinoise.
Mais, l'introduction du culte du dieu-roi (devaraja) (qui est un concept khmer) fait toutefois du roi la représentation de Shiva, un des trois dieux de la trinité hindouiste : Brahmā, Shiva, Vishnou. Le souverain doit être adoré comme une divinité, avec des rites formels dont l'observance, en ce qui concerne le temple de Sdok Kok Thom, a été confiée à une famille de brahmanes qui les maintient pendant des siècles. Cette introduction est attestée par une unique source d'information, la stèle de Sdok Kok Thom et n'est confirmée par aucun autre document. Shiva et le roi-dieu partagent le même symbole religieux, le lingam phallique. Ce symbole  était représenté dans de nombreux endroits sur le site d’Angkor, (comme dans des temples ou encore dans la rivière aux milles lingas, située sur le plateau de Phnom Kulen.) Jayavarman II a fait graver ces symboles phalliques un peu partout dans son empire car il affectionnait particulièrement cette divinité.
Après le mont Kulen, Jayavarman II va transférer plusieurs fois sa capitale avant de s’installer définitivement à Hariharalaya, dans la région moderne de Roluos, au sud-est d’Angkor, où il règne au moins jusqu'en 830.
On attribue également à Jayavarman II notamment l'introduction de : 
- traditions chorégraphiques javanaises, en particulier de ballets royaux destinés à montrer la puissance royale. Offrir sa plus belle fille au roi était un signe de vassalité communément admis ;
- l'apothéose de dignitaires et de héros, morts ou même vivants, et leur assimilation au dieu de leur choix.

## Postérité
Jayavarman II a sans doute épousé de nombreuses femmes mais la reine principale semble être la princesse Dharanindradevi, mère de son héritier et successeur :
- Jayavarman III.